# Olarii Vechi
Olarii Vechi – wieś w Rumunii, w okręgu Prahova, w gminie Olari. W 2011 roku liczyła 870 mieszkańców.